# دانيال مارتين
دانيال مارتين (بالإسبانية: Daniel Martín)‏ هو ممثل إسباني، ولد في 12 مايو 1935 في كارتاخينا في إسبانيا، وتوفي في 28 سبتمبر 2009 في نويفالوس في إسبانيا بسبب سرطان البنكرياس.

## أعمال

### أفلام
- (1964) من أجل حفنة دولارات

## وصلات خارجية
- دانيال مارتين على موقع IMDb (الإنجليزية)
- دانيال مارتين على موقع قاعدة بيانات الأفلام السويدية (السويدية)
- دانيال مارتين على موقع قاعدة بيانات الفيلم (الإنجليزية)